# 韩松 (作家)
韩松（1965年8月28日—），笔名小寒、小青、金小京，中国作家，作品以科幻著称，生于重庆。历任新华社对外部记者，《瞭望东方》杂志副主编、执行总编，《中国军队》杂志编委；现任新华社对外部主任。其作品已出版十余部，被译为英国、意大利、日本和以色列（希伯来文）等国文字。

## 略歷
韩松生于重庆，1987年本科就读于西南师范大学英语系，1989年武汉大学新闻学院硕士毕业。1991年，就新华社工作。其科幻作品以冷峻、黑暗的超现实主义和后现代主义著称。
早期代表作为于武汉大学就读期间创作的《宇宙墓碑》，同年获得台湾《幻象》杂志主办“全球华人科幻小说征文”大赛特奖。后期除科幻小说外，亦创作大量不可归类的文学作品，因折射现实和晦涩而在中国当代出版文学作品中显得独树一帜，并一度引发评论界和大众读者的激烈争议。
韩松为世界华人科幻协会会员，中国作家协会会员，中国科普作家协会会员。1988年、1990年获中国科幻银河奖。2007年参加《科幻世界》杂志社于成都举办的世界科幻大会；2011年，和科幻作家飞氘代表中国科幻作家出席奥斯陆文学屋举办的中国文学周活动。

## 作品概览
【长篇小说】
　　《在未来世界的日子里》／海洋出版社1998年8月（与张丹合著）
　　《让我们一起寻找外星人》／四川少儿出版社1999年8月
　　《2066年之西行漫记（又名：火星照耀美国）》／载于《2066年之西行漫记》（黑龙江人民出版社2000年12月）／以《火星照耀美国》为名由上海人民出版社2012年再版单行本
　　《红色海洋》／上海科学普及出版社2004年10月
　　《地铁》／上海人民出版社2011年1月
　　《高铁》／新星出版社2012年9月
　　《轨道》／上海科学普及出版社2013年6月
　　【中短篇小说】
　　◎1982年
　　《熊猫宇宇》／《红岩少年报》 1982年
　　◎1987年
　　《第一句话》／《科学文艺》1987年第1期
　　《青春的跌宕》／《科学文艺》1987年第6期
　　◎1988年
　　《超越现实》／《科学文艺》1988年第1期
　　《天道》／《科学文艺》1988年第3期
　　◎1991年
　　《流星》／《科幻世界》1991年第2期
　　《宇宙墓碑》／《幻象》1991年创刊号
　　◎1995年
　　《没有答案的航程》／《科幻世界》1995年第2期
　　◎1998年
　　《逃出忧山》／《宇宙墓碑》（新华出版社1998年1月）
　　《回避真实》／《宇宙墓碑》（新华出版社1998年1月）
　　《劫》／《宇宙墓碑》（新华出版社1998年1月）
　　《有客自南方来》／《宇宙墓碑》（新华出版社1998年1月）
　　《时间中的战争》／《宇宙墓碑》（新华出版社1998年1月）
　　《冷战与信使》／《宇宙墓碑》（新华出版社1998年1月）
　　《三峡之旅》／《宇宙墓碑》（新华出版社1998年1月）
　　《末班地铁》／《宇宙墓碑》（新华出版社1998年1月）
　　《两只小鸟》／《宇宙墓碑》（新华出版社1998年1月）
　　《电话之旅》／《宇宙墓碑》（新华出版社1998年1月）
　　《赤色幻觉》／《宇宙墓碑》（新华出版社1998年1月）
　　《灿烂文化》／《宇宙墓碑》（新华出版社1998年1月）
　　◎1999年
　　《沙漠霹雳：虚构的第二次海湾战争》（《沙漠霹雳：美国败于伊拉克》）／载于 《Yes，克林顿 No，航空母舰》（黑龙江人民出版社1999年2）第十九章 pp.451-494
　　◎2000年
　　《深渊：十万年后我们的真实生活》／《科幻世界》2000年第4期
　　《海下的山峦》／《科幻世界》2000年第8期
　　《缴械》／《科幻海洋2：生命机器》海洋出版社2000年11月
　　《无名链接》／《科幻海洋1：在网络中生存》海洋出版社2000年8月
　　《2049：故乡畅想曲》／《重庆日报》2000年12月29日“新世纪特刊"
　　《回到过去》／《2066年之西行漫记》（黑龙江人民出版社2000年12月）
　　《春到梁山》／《2066年之西行漫记》（黑龙江人民出版社2000年12月）
　　《知识城一夜》／《2066年之西行漫记》（黑龙江人民出版社2000年12月）
　　《星河的生日》／《想像力宣言》（四川人民出版社2000年10月）
　　◎2001年
　　《收音机时代》／《科幻世界》2001年第1期
　　《水栖人》／《科幻世界》2001年第3期
　　《红色海洋》／《科幻世界》2001年第10期
　　◎2002年
　　《天下之水》／《科幻世界》2002年第7期
　　《看的恐惧》／《科幻世界》2002年第7期
　　《噶赞寺的转经筒》／《科幻世界》2002年第7期
　　《搬往保护区》／《沙漠古船》（海天出版社2002年1月）
　　《沙漠古船》／《沙漠古船》（海天出版社2002年1月）
　　《海底山峦》／《沙漠古船》（海天出版社2002年1月）
　　《地球战士》／《沙漠古船》（海天出版社2002年1月）
　　《鼠笑》／《沙漠古船》（海天出版社2002年1月）
　　《道德水平提高仪》／《沙漠古船》（海天出版社2002年1月）
　　《南美风暴》／《沙漠古船》（海天出版社2002年1月）
　　《北美风暴》／《沙漠古船》（海天出版社2002年1月）
　　◎2003年
　　《地铁惊变》／《科幻世界》2003年第9期
　　《长城》／《2002年度中国最佳科幻小说集》（四川人民出版社2013年）
　　◎2004年
　　《寻龙记》／《布老虎中篇小说（ 2004春之卷）》 韩忠良、林建法主编 （春风文艺出版社2004年）
　　◎2005年
　　《天堂里没有地下铁》／《科幻世界》2005年第7期
　　《符号世界》／《科幻画报·文学秀》2005年第7期
　　《2050年月球日记》／《中国国家天文》2005年8月试刊号
　　◎2006年
　　《乘客与创造者》／《科幻世界》2006年第8期
　　《雪域灵光》／《科幻世界》2006年增刊
　　◎2007年
　　《嗨，不过是电影》／《世界科幻博览》2007年第11期
　　《提升威望的大爆炸》／《世界科幻博览》2007年第11期
　　《定数》／《科幻世界》2007年第11期
　　◎2009年
　　《暗室》／《新幻界》2009年第3期
　　《绿岸山庄》／《科幻世界》2009年第8期
　　《星潮·建设者》发表于《科幻世界》2009年第三期
　　◎2010年
　　《黑雨》／《杨树浦文艺》2010年第4期
　　《学习班》／《杨树浦文艺》2010年第4期
　　《再生砖》／《文艺风》长江文艺出版社2010年10月
　　◎2011年
　　《墓园》／《新幻界·镜像》（四川人民出版社2011年1月）
　　《闭幕式》／《鲤·来不及》（上海文艺出版社2011年1月）
　　《地球是平的》／《科幻世界》2011年第5期
　　《死神边缘》／《新世纪周刊》2011年第10期
　　《最后一响》／《天南》第二期“星际叙事”
　　《美食乌托邦》／《时尚先生》2011年6月号
　　《二〇一二》／《智族GQ》2011年9月“两周年特刊”
　　《山顶洞委员会》／《北方文学》2011年10月号
　　《吸屑师》／《悬疑志·不死之夜》湖南文艺出版社2011年11月
　　◎2012年
　　《外面》／《文艺风赏·围城》长江文艺出版社2012年
　　《忙完了》／《小说界》2012年第4期
　　《回国》／《小说界》2012年第4期
　　《一个初三学生的日记》／《看的恐惧》（人民邮电出版社2012年8月）
　　《迷惑不解》／《看的恐惧》（人民邮电出版社2012年8月）
　　《不要让老婆的幽灵在互联网上找到你》／《看的恐惧》（人民邮电出版社2012年8月）
　　《家长》／《看的恐惧》（人民邮电出版社2012年8月）
　　《进化的腥膻》／《看的恐惧》（人民邮电出版社2012年8月）
　　《中国捍卫新四大发明》／《看的恐惧》（人民邮电出版社2012年8月）
　　《未来的新华社》／《看的恐惧》（人民邮电出版社2012年8月）
　　《月球佚事》／《看的恐惧》（人民邮电出版社2012年8月）
　　《户籍》／《看的恐惧》（人民邮电出版社2012年8月）
　　《艾滋病，一种能够通过空气传播的疾病》／《看的恐惧》（人民邮电出版社2012年8月）
　　《乌托国的故事（三则）》／《看的恐惧》（人民邮电出版社2012年8月）
　　《记忆银行》／《看的恐惧》（人民邮电出版社2012年8月）
　　《闪光·阉割》／《看的恐惧》（人民邮电出版社2012年8月）
　　◎2013年
　　《宇宙的本性》／《科幻世界》2013年第4期
　　《老年时代》／《科幻世界》2013年第10期
　　《仅此一次》／《科幻世界》2013年第11期
　　《阳光下的幽灵》／《天南》第十二期
　　《连狐妖也没有，太难受了》／《鲤·旅馆》（上海文艺出版社2013年7月）
　　◎2014年
　　《蚯蚓》／《悬疑世界·失焦》2014年1月
　　《看病》／《小说界》2014年第3期
　　《独唱者》／《小说界》2014年第3期
　　《安检》／《南方人物周刊》2014年第30期
　　《美女狩猎指南》／载于《宇宙墓碑》（上海人民出版社2014年5月）
　　◎未发表（部分）
　　《拉萨》《比比谁的制度好》《热乎乎的方程式或热乎乎的平衡》《本影锥下的初潮》《离都与坎城的故事或英雄的新新新人类的之末日》《灵隐寺的雨》《非典幸存者联谊会》《柔术》《台湾漂移》《天涯共此时》《杂草》《江湖》《鬼扯》《我的祖国不做梦》《一九三八年上海记忆》《脱母运动》
　　【个人合集】
　　◎《宇宙墓碑》／新华出版社1998年1月
　　♦ 含：《宇宙墓碑》《逃出忧山》《回避真实》《劫》《有客自南方来》《天道》《青春的跌宕》《时间中的战争》《冷战与信使》《第三者》（《没有答案的航程》）《三峡之旅》《末班地铁》《超越现实》《两只小鸟》《电话之旅》《赤色幻觉》《灿烂文化》
　　◎《2066年之西行漫记》／黑龙江人民出版社2000年12月
　　♦ 含：《回到过去》《春到梁山》《知识城一夜》《2066年之西行漫记》（长篇）
　　◎《沙漠古船》／海天出版社2002年1月
　　♦ 含：《搬往保护区》 《沙漠古船》 《海底山峦》 《地球战士》 《鼠笑》 《有客自南方来》 《道德水平提高仪》 《深渊》 《南美风暴》（《在未来世界的日子里》少儿版）《北美风暴》（《2066年之西行漫记》少儿版）
　　◎《看的恐惧》／人民邮电出版社2012年8月
　　♦ 含：《一个初三学生的日记》《迷惑不解》《保护区》《沙漠古船》《鼠笑》《地球战士》《不要让老婆的幽灵在互联网上找到你》《无名链接》《看的恐惧》《家长》《进化的腥膻》《故乡畅想曲》《中国捍卫新四大发明》《未来的新华社》《月球佚事》《户籍》《星潮·建设者》《深渊——十万年后我们的真实生活》《水栖人》《艾滋病，一种能够通过空气传播的疾病》《乌托国的故事(三则)》《记忆银行》《闪光阉割》《星河的生日》《二〇一二》
　　◎《宇宙墓碑》／上海人民出版社2014年6月
　　♦ 含：《宇宙墓碑》《灿烂文化》《没有答案的航程》《天道》《冷战与信使》《两只小鸟》《劫》《青春的跌宕》《赤色幻觉》《时间中的战争》《电话之旅》《逃出忧山》《美女狩猎指南》
　　【非虚构图书】
　　《人造人：克隆术改变世界》／中国人事出版社1997年6月
　　《Yes，克林顿 No，航空母舰——美国有多远》／黑龙江人民出版社1999年2月（与小阳合著）
　　《想像力宣言》／四川人民出版社2000年10月
　　《网造人——我们的下网宣言》／上海世界图书出版公司2001年3月（编著）
　　《鬼的现场调查》／四川人民出版社2001年9月（与李自良合著）
　　《当代报刊编辑艺术》／复旦大学出版社2006年12月（与黄燕合著）
　　《未来的108种可能》／湖北科学技术出版社2014年3月
　　【获奖记录】
　　《宇宙墓碑》— 1991年首届世界华人科幻艺术奖科幻小说首奖
　　《天道》— 第二届（1988-1989年度）银河奖优秀作品奖
　　《没有答案的航程》— 1995年度第七届银河奖二等奖
　　《深渊：十万年后我们的真实生活》— 2000年度第十二届银河奖三等奖
　　《天下之水》— 2002年度第十四届银河奖读者提名奖
　　《天堂里没有地下铁》— 2005年度第十七届银河奖读者提名奖
　　《绿岸山庄》— 2009年度第二十一届银河奖读者提名奖
　　《老年时代》— 2013年度第二十五届银河奖最佳短篇小说奖
　　《地铁》— 第十届“华语文学传媒大奖”年度小说家提名
　　《暗室》 — 2009年度首届中文幻想星空奖最佳短篇小说奖
　　韩松 — 首届全球华语科幻星云奖最佳科幻/奇幻作家奖（与刘慈欣并列）
　　《再生砖》— 第二届全球华语科幻星云奖最佳短篇科幻小说奖
　　韩松 — 第二届全球华语科幻星云奖最佳科幻作家提名
　　《地铁》— 第二届全球华语科幻星云奖最佳长篇科幻小说奖提名
　　《地铁》— 第二届全球华语科幻星云奖最佳科幻图书奖提名
　　《高铁》— 第四届全球华语科幻星云奖最佳长篇科幻小说奖提名

### 中、短篇小说
- 《宇宙墓碑》
- 《我的祖国不做梦》
- 《美女狩猎指南》
- 《绿岸山庄》
- 《獨唱者》(2015)

### 长篇小说
- 《红色海洋》
- 《2066年之西行漫记》（2012年再版更名为《火星照耀美国》）[2]
- 《地铁》[3]
- 《高铁》[4]
- 「醫院」三部曲：《医院》(2016)、《驱魔》(2017)、《亡灵》(2018)
- 《逃出憂山》(2019)

## 生活
韩松住在北京一间八十多平米的小屋子里，信奉佛学，几乎什么书都读。他宣称科幻有时候写不过现实：
中国的现实比科幻更科幻。
韩松和卡缪一样，看似用荒诞的笔触描写，笔调冷漠，而实际热爱生活本身。韩松爱猫，近佛教，对人和善，和他对世界的观察完全相反。可以说，韩松和卡缪，都在用一种深刻冷峻的观察在描述他们善意爱着的世界，所以韩松虽然写科幻，却并不抽离现实，相反，他进入现实，或者说，让现实进入他的作品，甚至整个的生活。加缪亦反对空想，如他所言，也如他和韩松一样在所践行，“对未来的慷慨，是将一切献给现在”。